# アジアの嵐
『アジアの嵐』（あじあのあらし、ロシア語: Потомок Чингисхана、英語: Storm over Asia、英語: Potomok Chingiz-Khana）は、1928年に 製作されたソビエト連邦のプロパガンダのモノクロサイレント映画の劇映画。
フセヴォロド・プドフキン監督の『母』(1926年)、『聖ペテルブルクの最後』（1927年）に続く「革命三部作」の第3作目である。
30年度キネマ旬報ベストテン2位。

## キャスト
- バイール - 猟師だが実はチンギス・カンの末裔：ワレリ・インキジノフ（英語版）
- 司令官ペトロフ - イギリス軍人 ：L・テディンツェフ
- パルティザンの隊長 ：アンドレイ・チスチャコフ
- ヘンリー・ヒューズ - 毛皮商人 ：ヴィクトル・ツォッピ）
- ラマ僧：F.イワノフ
- イギリス人宣教師：V.プロ
- イギリス軍人・パイプスモーカー：ボリス・バーネット
- イギリスの兵士：カール・グルニアック
- バイールの父親：イワン・インキジノフ
- ペトロフの妻：L・ビリンスカヤ
- ペトロフの娘：アネル・スダケビッチ

## スタッフ
- 監督：フセヴォロド・プドフキン
- 撮影：アナトリー・スマット
- 美術：セルゲイ・コズロフスキー、M・アロンソン

## エピソード
「宗教は阿片なり」というマルクス主義の定義に従って、ラマ僧はろくでもない連中として描かれている。
主役を演じたワレリ・インキジノフはシベリア出身の蒙古族の俳優であり、1930年にフランスに亡命し、ジュリアン・デュヴィヴィエ監督の映画「モンパルナスの灯」などに出演した。

## 受賞
- 1952年のベルギー世界映画・美術博覧会におけるベルギー王立シネマテーク主催の映画史上のベストテン映画選出で14位となった。

## 公開
作品は1928年に完成。1949年にモスフィルムによりトーキー版が完成して1950年に公開。
1964年に新版が完成。